# The Green Goddess (1930)
The Green Goddess ist ein US-amerikanischer Spielfilm mit George Arliss in der Hauptrolle aus dem Jahr 1930. Der Film ist eine Neuverfilmung des gleichnamigen Films von 1923.

## Handlung
Ein Aufstand der einheimischen Bevölkerung gegen die Kolonialherren zwingt eine Gruppe von Engländern, darunter Major Crespin und seine Frau Lucilla sowie Dr. Traherne, zur Flucht. Ihr Flugzeug stürzt in dem abgelegenen Herrschaftsgebiet des exzentrischen Raja von Rukh ab. Der Raja, der in Oxford eine vorzügliche Erziehung genossen hat, hasst alle Engländer, die seine drei Brüder haben erschießen lassen, und ist doch gleichzeitig fasziniert von der englischen Kultur. Er lässt die Besatzung des Flugzeuges festnehmen und stellt sie unter Hausarrest in seinem Palast.
Der Raja beabsichtigt, seine Gefangenen in einer Zeremonie der Grünen Göttin opfern zu lassen, von der er glaubt, sie habe ihm die drei Gefangenen zugeführt, um Rache für den Tod seiner Brüder üben zu können. Das Angebot an Lucille, sie gegen sexuelle Gefälligkeiten leben zu lassen, lehnt diese entrüstet ab. Major Crespin gelingt es in letzter Sekunde, einen Funkspruch an die nächstgelegene englische Garnison abzusetzen, wird jedoch unmittelbar danach erschossen. Kurz bevor die Opferzeremonie ihren Höhepunkt erreicht, werden die Überlebenden gerettet. Lucille Crespin und Dr. Traherne, die sich schon lange im Geheimen lieben, beginnen ein neues Leben.

## Hintergrund
George Arliss war seit Beginn des Jahrhunderts ein bekannter Bühnenstar auf beiden Seiten des Atlantiks. Anfang der 1920er hatte er in einer Reihe von Verfilmungen seiner Bühnenerfolge mitgewirkt, 1923 auch in der Fassung von The Green Goddess. 1928, im Alter von 61 Jahren, entschloss sich Arliss, ein finanziell sehr lukratives Angebot von 100.000 US-Dollar für drei Tonfilme von Warner Brothers anzunehmen. Dabei blieb er seiner Maxime treu und drehte zunächst ausschließlich Neuverfilmungen seiner alten Erfolge. Für seine Leistung in Disraeli wurde Arliss auf der Oscarverleihung 1930 (November) mit dem Oscar als bester Darsteller ausgezeichnet. The Green Goddess, vor Disraeli gedreht, jedoch erst nach diesem in den Verleih gebracht, orientierte sich eng an der Version von 1923. Sogar Alice Joyce, deren Karriere mit dem Aufkommen des Tonfilms rapide im Schwinden war, wiederholte ihren Part als tugendhafte Ehefrau.
In Arliss’ eigenen Worten war der Stoff ideal für die Leinwand:

„Es gab Mord, Flugzeuge, bedrohliche Eingeborene, geheime Telegramme, britische Offiziere in Gefahr und eine junge Frau, die sich den Avancen des Raja ausgesetzt sieht. Was will man mehr?“

Auf eigenen Wunsch von Arliss übernahm Alfred E. Green die Regie. Entgegen der üblichen Vorgehensweise wurde der Film streng chronologisch, also entsprechend der Entwicklung im Drehbuch, gedreht. Der Schauspieler wurde für seine Darstellung erneut für einen Oscar als bester Darsteller nominiert. George Arliss interpretierte den Raja als Mann der Widersprüche, der einerseits zutiefst in seiner indischen Kultur verankert ist und doch gleichzeitig erkennt, dass die Welt sich fortentwickelt und Veränderungen mit sich bringt. Gleichzeitig ist der Raja, der in England erzogen wurde, ein spitzfindiger Mann mit einem gewissen Sinn für Humor.
Als gegen Ende die britischen Flugzeuge nahen und ein Pilot dem Raja mit der gnadenlosen Bombardierung seines Palastes droht, gibt er die Gefangenen frei und kommentiert das Ereignis mit den Worten

„Das barbarische Asien unterwirft sich dem zivilisierten Europa.“

Ganz am Schluss, als er den Flugzeugen nachsieht, meint er trocken zum Verlust von Alice Joyce:

„Sie wäre ohnehin nur eine Nervensäge gewesen.“

## Kinoauswertung
Mit Produktionskosten von 651.000 US-Dollar war The Green Goddess eine für Warner Brothers vergleichsweise teure Produktion. An der Kinokasse erwies sich der Film als leidlich populär und konnte am Ende auf ein Gesamteinspielergebnis von 806.000 US-Dollar verweisen.

## Auszeichnungen
Bei der Oscarverleihung 1930 (November) erhielt Georg Arliss neben seiner Leistung in Disraeli zusätzlich für den Auftritt in The Green Goddess eine Nominierung in der Kategorie Bester Darsteller. Seine Auszeichnung gewann er für Disraeli.
Während der ersten vier Oscarverleihungen war es in einigen Kategorien möglich, mit mehreren Filmen parallele Nominierungen zu erhalten, für die jeweils separat abgestimmt werden konnte.